# تیم ملی والیبال زنان سری‌لانکا
تیم ملی والیبال زنان سری‌لانکا (انگلیسی: Sri Lanka women's national volleyball team) تیم ملی والیبال مختص زنان سری‌لانکایی است که به عنوان نماینده سری‌لانکا در رقابت‌های رسمی و دوستانه با حریفان به رقابت می‌پردازند.